# Méthoxyheptane
Le méthoxyheptane est un éther.